# 텔아비브 대학교
텔아비브 대학(히브리어: אוּנִיבֶרְסִיטַת תֵּל אָבִיב)는 이스라엘의 텔아비브에 있는 공공 대학이다. 학생 수가 30,000명에 이르는 만큼 텔아비브 최대의 대학이다. 텔아비브 북서부에 위치해 있다.